# Медведград
Медведград је стари град (градина, утврђење) саграђен у XIII веку (1249 - 1254) након провале Татара (1242).

## Историја
Налази се на југозападном обронку Медведнице на надморској висини од 593 m. У време када је саграђен Медведград је био једна од највећих утврда у Хрватској. Напуштен је након земљотреса 1590. године, а већ 1642. године спомиње се као рушевина.
На Медведграду се налази раноготичка капелица св. Филипа и Јакова и Олтар домовине, споменик палим хрватским војницима за време рата у Хрватској. Са Медведграда се пружа прекрасан поглед на град Загреб.
Највећа личност угарског хуманизма, песник и славонски бан Janus Pannonius (Иван Чесмички) умро је на Медведграду 27. марта 1472. године.
Ту су 1447. године били насељени Срби, којима је писао 22. новембра, угарски краљ Владислав. Помињу се 2. јануара 1458. године у Мједведграду, Србин племић Богавац Милаковић и његови "Расцијани" (Срби). Богавац је тада био заповедник Медведграда и загребачки жупан.